# Up Front
Up Front är ett historiskt konfliktspel om taktiska strider under andra världskriget av Courtney F. Allen, utgivet av Avalon Hill 1984. Spelet är en kortspelsversion av det tidigare utgivna Squad Leader. 
Precis som föregångaren Squad Leader behandlade originalspelet strider i Europa mellan tyska, amerikanska och ryska trupper. Två expansioner publicerades under Avalon Hills aktiva period: Banzai (1984) för strider under stillahavskriget vilket också inkluderade brittiska styrkor och Desert Front (1985) som behandlade strider under ökenkriget samt italienska och franska styrkor. 
Spelet har något av kultstatus inom konfliktspelshobbyn och är svårt att få tag på idag. Ingen nyutgåva har getts ut, men spelet kan köpas som beställtryck (print on demand).